# Muriel Degauque
Muriel Degauque (Monceau-sur-Sambre, Belgium, 1967. július 19. – Baakúba, Irak, 2005. november 9.) belga nő, aki áttért az iszlám hitre, és Irakban öngyilkos merényletet követett el egy amerikai katonai konvoj ellen. Degauque-t tekintik az első európainak, aki öngyilkos merényletet követett el a radikális iszlám nevében.
A Charleroi-ban élő Muriel Degauque római katolikusként nőtt fel, munkahelye egy pékség volt. Muzulmán férje hatására áttért az iszlámra, és radikalizálódott. Mindketten Irakba utaztak Szíriából, és csatlakoztak a szélsőséges felkelőkhöz. A nő Bagdad közelében hajtott végre autós öngyilkos merényletet. A támadásban csak ő vesztette életét, egy amerikai katona megsebesült. Férjét egy másik merényletben lelőtték az amerikai katonák.